# Generaltoldkammeret
Generaltoldkammeret (også General-Toldkammeret) var en dansk finansmyndighed under enevælden, som varetog den centrale administration af kolonierne Dansk Vestindien og Dansk Guinea.
Institutionen blev etableret 7. januar 1760 under navnet "Vestindisk-guineisk Rente- og Generaltoldkammer".
I perioder var det sammenlagt med Kommercekollegiet. Ved reskript af 9. februar 1816 forenedes Kommercekollegiet (ligesom i 1768-71) med det "Vestindisk-Guineiske Rente- samt Generaltoldkammer" til et "Generaltoldkammer- og Kommercekollegium". I praksis fortsatte de to kollegier dog deres arbejde uafhængigt af hinanden, og de stiftede selvstændige arkiver.
I marts 1848 skiftede Generaltoldkammer- og Kommercekollegiet navn til Handelsministeriet. Dette var kun en midlertidig løsning, for ved kgl. resolution af 24. november 1848 blev handels- og konsulatssagerne blev overført til Udenrigsministeriet, og kolonialsagerne blev henlagt under den nyoprettede Koloniernes Centralbestyrelse i Finansministeriet. I 1855 blev Generaltolddirektoratet oprettet til at tage sig af toldsagerne.